# Volkshaus Jena

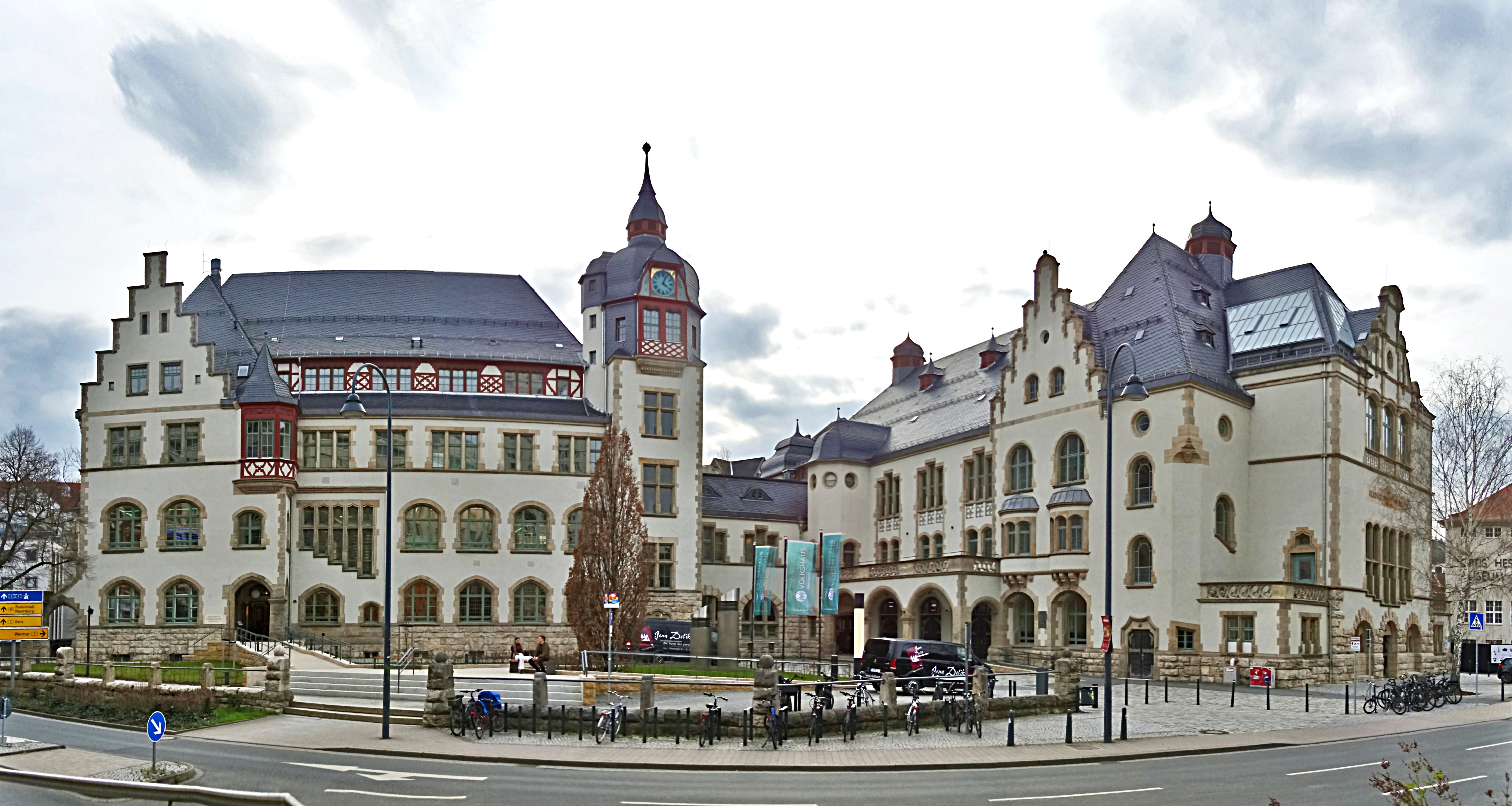
Volkshaus Jena

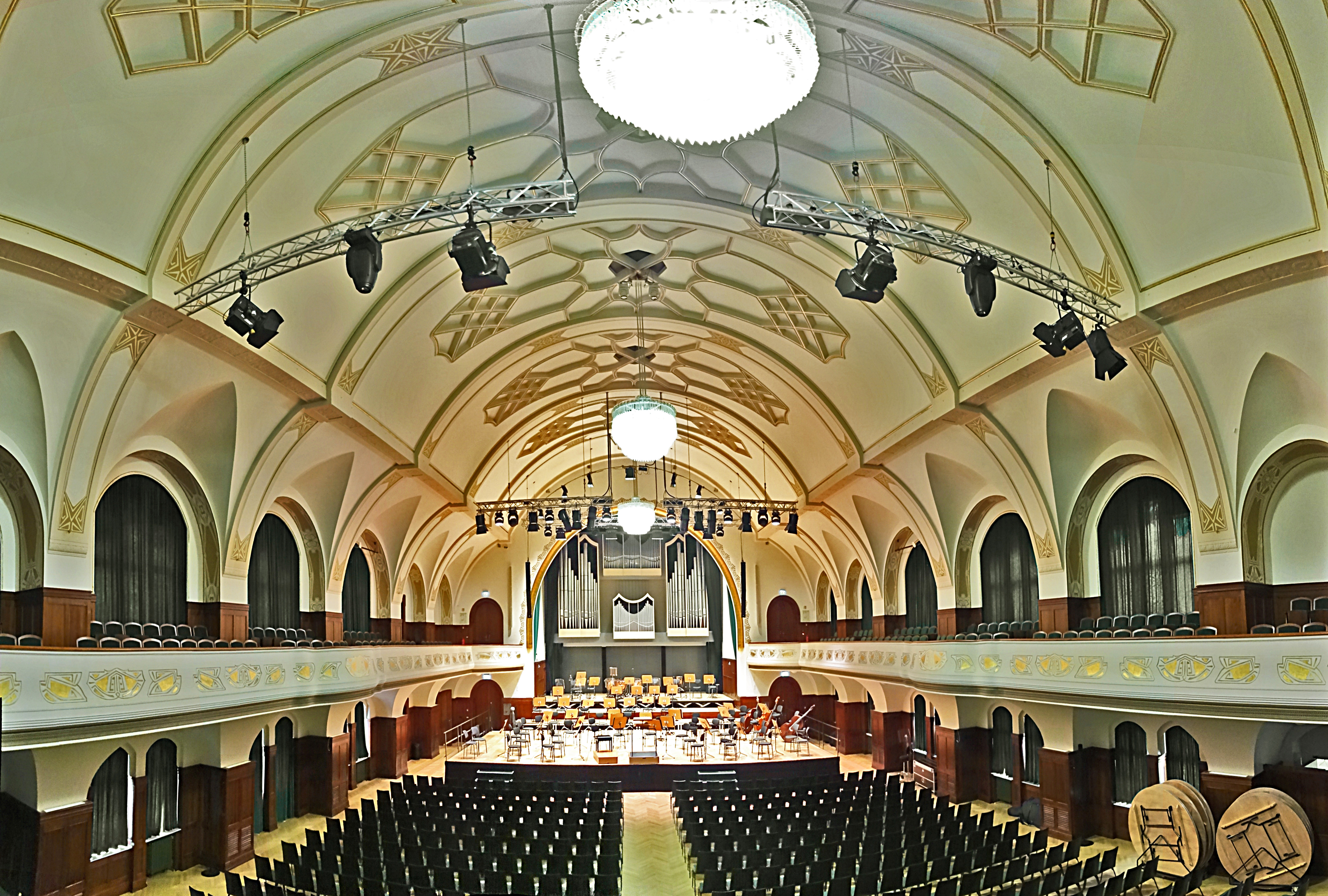
Fest- und Konzertsaal

Das Volkshaus in Jena war eine der ersten – nach nordamerikanischem Vorbild eingerichteten – Volkshäuser und freien Bildungsstätten in Deutschland.

## Geschichte
Es wurde mit Mitteln der Carl-Zeiss-Stiftung durch Arwed Roßbach errichtet und 1903 eröffnet. Gefördert von den bei Zeiss tätigen Physikern Ernst Abbe und Siegfried Czapski sowie dem Verleger Eugen Diederichs, existierte hier von 1903 bis 1908 die Zeichenschule des Malers Erich Kuithan. Der Jenaer Volksverein zeigte 1907 im Volkshaus eine Auswahl aus der 1. Graphischen Ausstellung des Deutschen Künstlerbundes in Leipzig.
Im Januar 1919 sondierten der Reichstagsdirektor und ein Geheimrat mögliche Tagungsorte für die zu wählende Nationalversammlung – neben Bayreuth, Nürnberg und dem Hoftheater Weimar auch das Volkshaus Jena. Die Wahl am 14. Januar 1919 fiel aber auf Weimar.
Von Juni 1922 bis Oktober 1924 befand sich im Volkshaus Jena die erste Ausstellung optischer Geräte, die jetzt im benachbarten Optischen Museum zu sehen ist. Weitere Personen, die am Volkshaus wirkten, waren der Künstler Christoph Natter sowie die Pädagogen Wilhelm Flitner und Herman Nohl.
Heute ist es Eigentum der Ernst-Abbe-Stiftung. Im Volkshaus Jena befinden sich Vortrags- und Konzertsäle, eine freie Zeichenschule und der Sitz des Jenaer Kunstvereins. Die Ernst-Abbe-Bücherei ist 2024 aus dem Volkshaus in einen größeren Neubau am Engelplatz umgezogen. Die freigewordenen Räume wurden saniert und stehen als Seminarräume zur Vermietung. 
Heute wird das Volkshaus hauptsächlich als Versammlungsstätte mit eigenem Veranstaltungsprogramm genutzt, daneben finden sich dort die Jenaer Philharmonie sowie verschiedene Vereine.

## Orgel

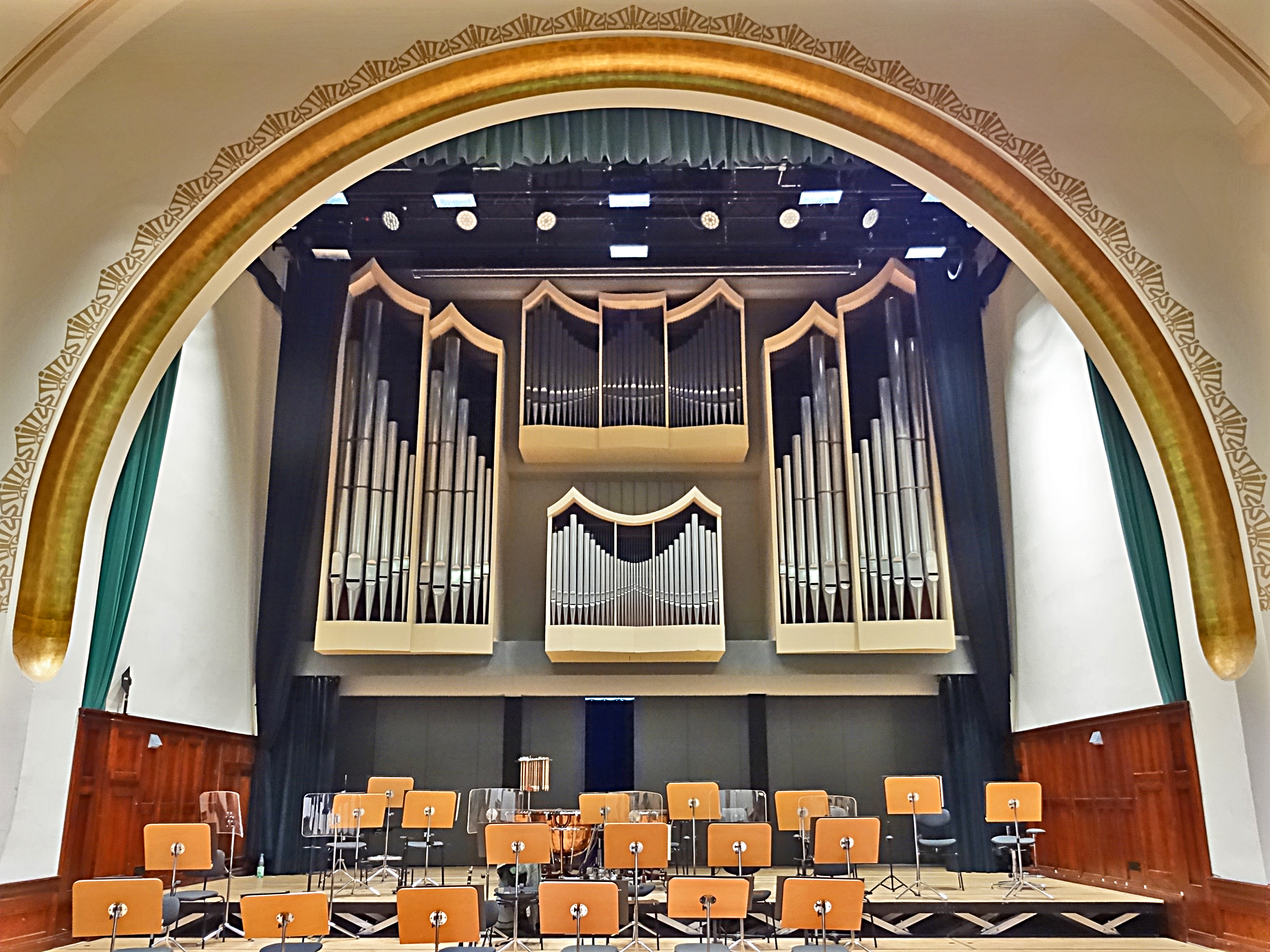
Die Orgel

Am 10. November 1906 wurde die erste Volkshaus-Orgel im Großen Saal eingeweiht, gebaut von der Orgelbauanstalt Voit & Söhne aus Karlsruhe-Durlach. Das dreimanualige Instrument – 8,80 Meter breit und 5,90 Meter hoch mit 2.886 Pfeifen – tat Dienst bis Ende der 1960er-Jahre. Nach Klärung der Finanzierung für den Orgel-Neubau wurde die alte Orgel 1981 abgerissen, 14 Jahre nach ihrer letzten Nutzung. 
Im Großen Saal wurde am Silvesterabend 1987 eine Sauer-Orgel als Ersatz für die alte, 1906 durch Thomasorganist Karl Straube eingeweihte Orgel eingebaut. Sie gehört mit ihren 4.800 Orgelpfeifen zu den größten neuen Orgeln Thüringens, hat 61 Register und einen beweglichen Spieltisch. Die Kosten für die Orgel betrugen 1,5 Millionen DDR-Mark, bezahlt vom VEB Carl Zeiss Jena. Maßgeblich geplant hat sie der Orgelsachverständige und Organist Hartmut Haupt (1932–2019).
Seit 2019 läuft die Diskussion, ob und wenn ja welche Zukunft die Orgel haben kann im Volkshaus Jena, das zu einem Kultur- und Kongresszentrum umgestaltet werden soll. In einem Symposium wurde mit Fachleuten und der Bevölkerung über die Optionen und Kosten von Ausbau oder Sanierung der Orgel gesprochen. Zum Stand 2025 ist die Orgel erhalten, aber die Finanzierung einer Sanierung steht noch aus.